# ホーカー・シドレー P.1154
ホーカー・シドレー P.1154は、イギリスのホーカー・シドレーが開発していた垂直離着陸機。ホーカー・シドレー P.1127を発展させた超音速戦闘攻撃機として開発が行われたが、1965年に開発中止となった。実機は製造されていない。

## 概要
ホーカー・シドレーは1950年代後半より、推力偏向方式による垂直離着陸機P.1127の開発を進めていた。P.1127は垂直離着陸の実験機として開発が進められ、1960年10月に初飛行に漕ぎ着けることとなる。1961年8月にNATOのNBMR3（Basic Military Requirement 3）に基づき垂直離着陸戦闘攻撃機の要求がなされた。これに対して、ホーカー・シドレー P.1127の発展型であるP.1150案提出を検討した。これは、エンジンの前部排気に燃焼装置を付加するPCB方式（plenum chamber burning）を採用して、エンジン出力が強化されていた。P.1150案はさらに検討が続きP.1154案として提出された。1962年5月にP.1154はミラージュ III Vと共に採用された。これによりP.1154の本格開発が開始されることとなる。なお、開発費用は機体開発国が多くを負担するものとされた。P.1154についてはイギリス空軍およびイギリス海軍も興味をしめし、1962年中に両者向けの機体も開発することとなった。空軍は単座攻撃機として、海軍は複座迎撃機としての機体を求めていた。
P.1154はP.1127の発展型であり推力偏向方式のターボファンエンジンであるブリストル・シドレー BS.100エンジンを1基搭載する。PCB方式も採用し、出力を117kNまで増大、海軍型の機体の最高速度はM2 クラスを目指していた。機体の大きさもP.1127より大きくなっている。空軍型と海軍型では、求められる速度性能や機体搭載量が異なるため、主翼をはじめ細部は異なっていた。
1963年に海軍はF-4Kを艦載戦闘機として導入することとなり、P.1154はキャンセルした。空軍も1964年にBAC TSR-2へ注力するため、開発をキャンセルした。開発も遅延する見込みであったこともあり、政府財政も厳しい状態であったことから、1965年に開発予算は打ち切られ、P.1154の開発は中止された。なお、実験機P.1127の試験は継続されており、これを実用機に発展させ、ホーカー・シドレー ハリアーとなっている。

## 仕様諸元 (P.1154 – イギリス空軍型)

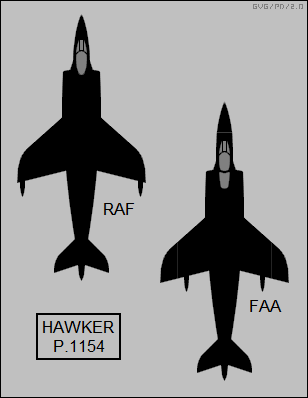
左がイギリス空軍の単座式P.1154と右はイギリス海軍航空隊の縦列複座型

出典: The British Fighter since 1912[1]
諸元
- 乗員: 1
- 全長: 15.07 m （49 ft 5 in）
- 全高:
- 翼幅: 7.32 m（24 ft 0 in）
- 最大離陸重量: 14,050 kg （30,970 lb[2]）
- 動力: ブリストル・シドレー BS.100/9 PCBを備えた推力偏向ターボファンエンジン、147 kN （33,000 lbf）(アフターバーナー使用時)  × 1

性能
- 最大速度: マッハ 2.0 高高度時 （マッハ 1.3 海面高度時）
- 実用上昇限度: 15,000 m[1] （49,000 ft）

武装
- *2 x 1000 lb 爆弾[1]